# 瑪麗亞·安·史密斯

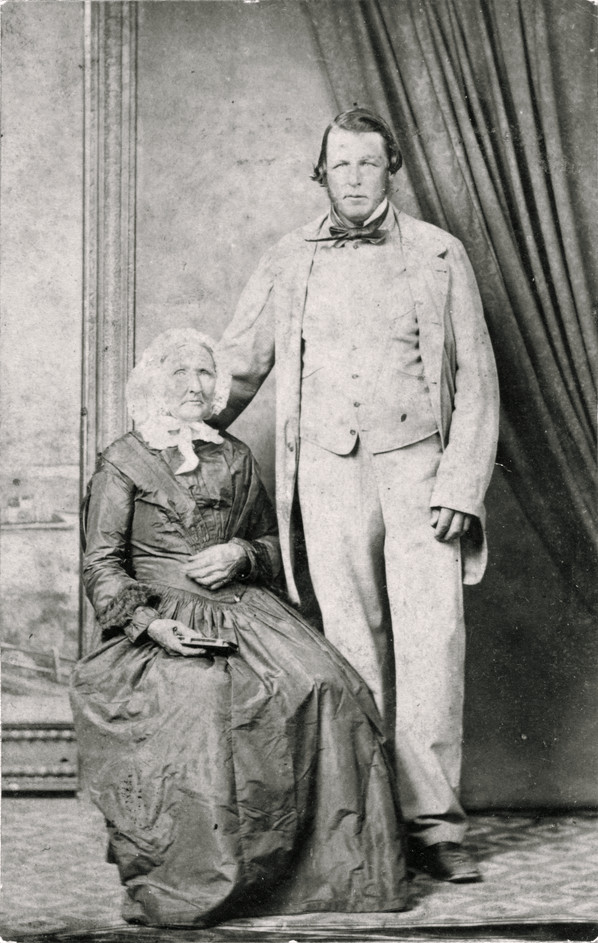
"Granny" Smith (1799–1870)

瑪麗亞安“奶奶”史密斯（1799年—1870年3月9日）是一位負責種植史密斯蘋果的英澳果園。

## 早年
瑪麗亞·安·舍伍德（Maria Ann Sherwood）1799年生於英格蘭薩塞克斯郡的佩斯馬什（Peasmarsh）並於1800年1月5日在聖彼得和聖保羅的Peasmarsh教堂受洗。 她是農場工人約翰·舍伍德（John Sherwood）的女兒，和他的妻子漢娜·賴特。瑪麗亞開始從事農場工作，並與農場工人托馬斯·史密斯（Thomas Smith，1799-1876）, 從1819年8月8日在肯特郡的Ebony附近的Beckley。兩人都是文盲。史密斯在未來十九年居住在蘇克塞斯的貝克利， 在這段時間裡，瑪麗亞生下了八個孩子，其中三個在嬰兒時期死亡。
史密斯家族根據新南威爾士州政府的“賞金計劃”遷移到新南威爾士州作為自由定居者，於1838年11月27日抵達悉尼。托馬斯找到了一個定居者在就業增長區的就業機會接吻岸, 靠近賴德, 當時勉強居住，被稱為黑暗的國家。他和瑪麗亞一直留在這個地區。 到1856年，托馬斯買了兩塊果園的土地，總計約24英畝（9.7公頃）在火星保護區的邊緣附近 伊士活為605磅。
賴德良好的果實生長氣候使他們能夠為雪梨市場提供新鮮農產品，他們通過馬車或乘船運送帕拉馬塔河。瑪麗亞也去了市場，她賣了自製的水果餡餅，為此她贏得了令人羨慕的聲譽。

## 奶奶史密斯蘋果的發展
1868年，雪梨市場的一家批發商給了瑪麗亞一箱法國菜 海棠 生長在塔斯馬尼亞州在她的餡餅中使用。使用後，她把剩下的果皮和種子扔到農場附近一個小溪附近的堆肥堆上。數月後她觀察出皮蓬從堆肥中生長。 她小心翼翼地經過，果實結實。 1876年，瑪麗亞和托馬斯去世後，當地的果園主愛德華·加拉德（Edward Gallard）買下了史密斯農場（Smith Farm）的一部分，開發了“格蘭尼史密斯”每年種植大量的這些樹，每年銷售一種作物，直到1914年去世。它的油膩皮膚和保持水果質量指向它與一個海棠有關。該品種被命名為“奶奶”史密斯，以紀念剛開始栽培的老太太.

## 死亡和遺產
瑪麗亞·安·史密斯於1870年3月9日在賴德去世，葬於聖安妮的教堂墓地，距離農場幾公里。她的丈夫，三個兒子和兩個女兒仍存活。 蘋果一生中並不是商業品種，然而，當地的果園，包括蓋拉德，在托馬斯去世後，他於1876年購買了史密斯農場的一部分。1890年，它首先在城堡山農業和園藝展上作為“史密斯苗”出現。到1891年，“奶奶史密斯幼苗”獲得最佳烹飪蘋果獎，並開始與當地種植者廣泛採用。
895年，新南威爾士州農業部水果專家Albert H. Benson命名“格蘭尼史密斯幼苗”作為出口的適宜品種。 他還發起了蘋果的第一次大規模種植在政府試驗站在巴瑟斯特。那年，這個品種被列入農業部適合出口的水果名單。 不久第一次世界大战奶奶史密斯蘋果從澳大利亞出口到世界各地.
史密斯農場的南部現在被記住了作為老婆婆史密斯紀念公園。 自1985年以來，她的遺產已經記錄在伊斯特伍德一年一度的格蘭尼史密斯節日。

## 另見附註
- 奶奶史密斯節日

## 延伸閱讀
- “七彩雪梨身份：澳洲青蘋”（2008年7月23日）超時雪梨。p.80。